# L’amour de loin
L’amour de loin (dt.: „Die Liebe aus der Ferne“) ist eine Oper in fünf Akten von Kaija Saariaho (Musik) mit einem Libretto von Amin Maalouf. Die Uraufführung fand am 15. August 2000 im Rahmen der Salzburger Festspiele in der Felsenreitschule statt.

## Handlung
Die Handlung basiert auf der nur fragmentarisch überlieferten Lebensgeschichte des aquitanischen Troubadours Jaufré Rudel (um 1100 bis 1147), der in seinem in okzitanischer Sprache verfasstem Werk eine ferne hochstehende Dame als unerreichbares Liebesideal verherrlichte. Von einem Pilger erfährt Jaufré, dass in Tripolis (einem Kreuzfahrerstaat auf dem Gebiet des heutigen Libanon) eine Dame lebt, die diesem Ideal entspricht. Er begibt sich auf die Reise über das Meer, um diese kennenzulernen, erkrankt aber schwer und stirbt nach seiner Ankunft in deren Gegenwart.

### Erster Akt
Die Oper beginnt mit einem als „Überfahrt“ („Traversée“) bezeichneten Orchestervorspiel.
Erstes Bild: „Jaufré Rudel“
In einem kleinen mittelalterliches Schloss im Südwesten Frankreichs komponiert der Troubadour Jaufré Rudel ein Lied auf seiner Fidel. Er hat Mühe, die richtigen Worte zu finden. Im Gegensatz zu den Rufen der Nachtigall, die damit ihre Partnerin anlockt, reichen seine eigenen Worte nur dazu aus, weitere Verse zu erzeugen. Einige Freunde unterbrechen Jaufrés Selbstmitleid. Früher war er bei den Frauen beliebt und wurde von den Männern beneidet. Doch nun hat er sich verändert. Er hat kein Interesse mehr an der oberflächlichen Gesellschaft, sondern sehnt sich nach einer perfekten, doch unerreichbaren Frau voller Schönheit, Bescheidenheit, Tugend und Anmut. Während Jaufré den Freunden sein Ideal beschreibt, tritt unbemerkt ein Pilger ein, der ihn eine Weile mit Wohlwollen betrachtet. Die Freunde machen sich über Jaufré lustig: Eine solche Frau gebe es überhaupt nicht.
Zweites Bild: „Le pèlerin“ – Der Pilger
Der Pilger erzählt Jaufré, dass er einst in Tripolis einer Frau begegnet sei, die seinem Ideal entspreche. Sie habe am Ostersonntag auf ihrem Weg zur Kirche alle Blicke auf sich gezogen, ohne selbst jemanden anzublicken. Sie sei schön und edel, doch frei von jeglichem Hochmut. Jaufré möchte Näheres erfahren, bittet den Pilger aber, ihren Namen vorerst zu verschweigen. Obwohl der Pilger ihr Äußeres nicht beschreiben kann, stellt sich Jaufré alle Details vor: ihre Augen haben die Farbe des Meeres bei Sonnenaufgang, ihre Haare sind schwarz wie die Nacht, ihre Hände weich wie frisches Wasser, ihre Lippen wie ein süßer Brunnen. Während seiner Schwärmerei bemerkt Jaufré nicht einmal, dass der Pilger wieder gegangen ist. Er glaubt, dass er nie in der Lage sein werde, seinen „Durst“ zu löschen.

### Zweiter Akt
Erstes Bild: „Clémence“
Im Garten der gräflichen Zitadelle schaut Clémence, die Schwester des Grafen von Tripolis, von einem Felsvorsprung aus über das Meer in die Ferne. Als der Pilger vorbeikommt, ruft sie ihn zu sich und fragt ihn nach der Herkunft eines in der Bucht ankernden Schiffes. Der Pilger erwidert, dass er selbst mit diesem Schiff aus Marseille gekommen sei, um ihren Bruder und sie selbst zu besuchen. Er stamme aus Blaye in Aquitanien und habe sich auf Reisen begeben, um die „magischen Mysterien des Orient[s]“ mit eigenen Augen zu sehen – Konstantinopel, Babylon, Antiochien, die Sandozeane, die Feuerflüsse, mit Tränen aus Asche weinende Bäume, die Löwen in den Bergen Anatoliens und die Hügel der Titanen, aber vor allem das Heilige Land. Auch die Gräfin träumt von der Ferne. Sie hatte im Alter von fünf Jahren Toulouse verlassen und sich in Tripolis nie heimisch gefühlt. Nun erinnert sie jedes ankommende Schiff an ihre Herkunft und ihre Kindheit. Sie hofft, dass in Toulouse noch jemand („eine einzige Wand, eine einzige Blume“) an sie denkt. Nach einigem Zögern erwidert der Pilger, dass dort ein Troubadour ihrer gedenke: Jaufré Rudel, der Prinz von Blaye. Seit dieser durch einen Reisenden von ihr erfahren habe, seien alle seine Lieder von Gedanken an sie durchdrungen.
Zweites Bild: „L’amour de loin“ – Die Liebe aus der Ferne
Der Pilger weist Clémence darauf hin, dass sie nicht verpflichtet sei, Jaufré zu lieben, aber ihn auch nicht davon abhalten könne, sie aus der Ferne zu lieben. Er verehre sie ohne jegliche Hoffnung auf Erfolg. Dann trägt er eines der Liebeslieder Jaufrés vor: „Jamais d’amour je ne jouirai, si je ne jouis de cet amour de loin.“ Clémence ist zutiefst gerührt. Sie überlegt sich, wie sie Jaufré bei einer etwaigen Begegnung gegenübertreten sollte – doch ihr fallen keine passenden Worte ein. Der Pilger zieht sich schweigend zurück. Clémence singt einige von Jaufrés Versen und grübelt darüber nach, ob der Troubadour sie auch dann so sehnsuchtsvoll besungen hätte, wenn er sie gekannt hätte. Sie glaubt nicht, dass ihre tatsächlichen Eigenschaften den Worten Jaufrés entsprechen.

### Dritter Akt
Erstes Bild: „Au château de Blaye“ – Im Schloss von Blaye
Nach seiner Rückkehr berichtet der Pilger dem Troubadour von seiner Begegnung mit dessen Traumfrau. Er empfiehlt Jaufré jedoch, nicht ganz so viel an sie zu denken. Seine Landsleute würden ihn bereits für verrückt halten, da er das Schloss nie mehr verlasse. Auch Jaufré selbst zweifelt an seinem Verstand, da die von ihm Verehrte weit entfernt lebe und noch nicht einmal von seiner Existenz wisse. Um ihn zu beruhigen, gibt der Pilger zu, der Dame bereits von seiner Liebe und seinen Liedern berichtet zu haben. Sie schien darüber zunächst in ihren Gefühlen verletzt zu sein, aber schon schnell habe sie sich beruhigt und „resigniert“. Sie habe erkannt, dass Jaufrés Absichten die eines edlen, leidenschaftlichen, aber respektvollen Mannes seien und war wohl auch geschmeichelt. Jaufré gefallen die Worte „verletzt“, „resigniert“ und „geschmeichelt“ überhaupt nicht. Er fühlt sich vom Pilger hintergangen. Als der Pilger dann auch noch ergänzt, dass er ihr möglicherweise seine Lieder vorgesungen habe, sich aber nicht mehr genau erinnern könne, ist Jaufré entsetzt. Nachdem er soviel Mühe in seine Verse gesteckt hat, um die richtigen Worte zu finden, wurden sie von dem gedächtnisschwachen Pilger vorgetragen! Der Pilger glaubt, es sei an der Zeit, sich zurückzuziehen. Doch Jaufré hält ihn auf und bittet um Entschuldigung. Durch diese Nachricht habe sich alles verändert. Er will der Dame seine Lieder unbedingt persönlich vortragen und ihre Reaktion sehen. Nun erfährt er auch ihren Namen, „Clémence“.
Zweites Bild: „A Tripoli, sur la plage“ – In Tripolis, am Strand
Bei einem Spaziergang außerhalb der Zitadelle stimmt Clémence erneut Jaufrés Lied an. Einige tripolitanische Frauen, die ihr folgen, bemerken, wie sehr Clémence von diesem Troubadour eingenommen ist. Sie fürchten, dass sie ihr eigenes Leben und ihre Verehrer vernachlässigen werde, zu denen immerhin der Prinz von Antiochien, der vormalige Grafen von Edessa und der Sohn des Kaisers zählen. Sie fragen Clémence, ob sie nicht darunter leide, nie den Atem ihres Geliebten auf ihrer Haut spüren zu können. Clémence verneint dies. Seine Lieder umschmeicheln sie mehr als es Küsse könnten, und sie ist sich nicht sicher, ob sie ihn als Mann ebenso lieben könnte wie als Dichter. Sie würde natürlich leiden, wenn sie für immer vergeblich auf ihn warten würde – doch sie wartet nicht.

### Vierter Akt
Erstes Bild: „Mer indigo“ – Indigofarbenes Meer
Jaufré und der Pilger befinden sich auf dem Schiff in den Orient. Es ist Abend, doch noch nicht völlig dunkel. Das Meer ist ruhig und indigofarben. Jaufré teilt dem Pilger mit, dass dies seine erste Seereise ist. Der Pilger dagegen ist bereits mindestens zehn Mal über das Meer gefahren. Er gibt zu, dass er bei seinen ersten Reisen unter Seekrankheit gelitten habe und nie wieder die Küste verlassen wollte – doch dann habe er sich unter der Unermesslichkeit des Himmels und dem Duft des Ozeans verloren. Jaufré hatte noch nie das Verlangen nach einer Reise verspürt, aber nun, auf seiner Reise zu Clémence, fühlt er sich wie neugeboren. Der Pilger erklärt ihm, dass das Meer blau sei, weil es ein Spiegel des Himmels sei. Umgekehrt sei auch der Himmel ein Spiegel des Meeres. Er rät Jaufré, sich auszuruhen, da die Reise noch lang sei.
Zweites Bild: „Songe“ – Traum
Die Nacht wird dunkler und das Meer zunehmend stürmisch. Jaufré schreckt aus einem Traum hoch. Er erzählt dem Pilger, dass er Clémences Gesicht und Lächeln gesehen habe, als wäre es real. Auch habe sie sein Lied gesungen. Der Traum manifestiert sich während Jaufrés Beschreibung auf der Bühne: Clémence geht in einer weißen Robe auf das Meer zu und gibt Jaufré ein Zeichen. Sie singt: „Deine gewaltige Liebe besitzt meine Seele, wenn ich träume oder wache. Doch ziehe ich den Traum vor, denn darin bist du ganz mein“. Jaufré beschreibt, wie er ihrem Locken folgte, aus dem Boot stieg und wie Jesus auf dem Meer wanderte. Doch als sie sich ihm zuwandte und ihre Arme öffnete, verließ ihn der Mut. Er habe sich unfähig gefühlt, auf sie zuzugehen, und sei in Tränen ausgebrochen. Dann sei er erwacht. Der Pilger versichert ihm, dass es lediglich ein Traum war und er kein Feigling sei. Jaufré gesteht, dass er fürchte, Clémence nie zu finden und Tripolis niemals zu erreichen. Er habe gleichermaßen Angst vor dem Tod und dem Leben.
Drittes Bild: „Tempête“ – Sturm
Bei Tagesanbruch nimmt die Meeresbewegung weiter zu. Jaufré klammert sich bleich an die Reling. Er ist verzweifelt. Als er bei einer Erschütterung das Gleichgewicht verliert, verspotten ihn seine Begleiter. Doch nicht das Meer ist der Grund für seine Schwäche. Er fragt den Pilger, ob Clémence bereits von seiner Reise nach Tripolis weiß. Der Pilger hält es für möglich, dass ihr jemand davon erzählt hat. Er selbst sei schon häufig am Zielort erwartet worden. Möglicherweise werden die Geheimnisse der Männer von Engeln über den Wind verbreitet. Jaufré wird von Selbstzweifeln geplagt. Er bereut seinen Aufbruch und wünscht, er hätte sich weiterhin aus der Ferne bezaubern lassen. Der Sturm verstärkt sich weiter. Jaufré gerät ins Wanken. Der Pilger stützt ihn und hilft ihm dabei, sich hinzulegen.

### Fünfter Akt
Erstes Bild: „Jardin de la citadelle“ – Garten der Zitadelle
Im Garten der Zitadelle in Tripolis sucht Clémence den Horizont über dem Meer ab. Die Frauen bringen die von ihr zugleich ersehnte und gefürchtete Nachricht, dass der „verrückte Troubadour“ eingetroffen sei. Clémence ist unsicher, wie sie sich ihm gegenüber verhalten soll. Soll sie sich geschmeichelt zeigen, oder eher gleichgültig? Der Pilger erscheint, atemlos und weniger „würdigen“ Schrittes als üblich, und kündigt eine Nachricht an, die sie mit Traurigkeit erfüllen werde. Clémence entgegnet, dass sie selbst entscheiden werde, ob ihr die Nachricht gefalle. Sie wisse bereits, dass Jaufré eingetroffen sei. Der Pilger teilt ihr mit, dass Jaufré auf der Reise erkrankt sei und im Sterben liege. Nur Clémence könne ihn noch ins Leben zurückrufen. Vier Männer tragen den bewusstlosen Jaufré auf einer Bahre herein. Er kommt unter den Blicken Clémences allmählich wieder zu sich.
Zweites Bild: „Si la mort pouvait attendre“ – Wenn der Tod warten könnte
Jaufré erkennt Clémence sofort. Als sie ihn nach seinen Schmerzen fragt, erwidert er, dass er zufrieden sei – wie jeder Mann, dessen Schicksal ihr nicht gleichgültig sei. Der Arzt habe zwar gesagt, dass er wohl bis zum nächsten Morgen leben werde, doch er selbst wisse, wie es um ihn stehe. Er habe von ganzem Herzen dafür gebetet, sie vor seinem Tod sehen zu dürfen. Dieser Wunsch sei ihm erfüllt worden. Er widerspricht seinen Begleitern, die die Liebe verurteilen, wenn sie sich „mit dem Tod verbündet“. Da die Liebe den Menschen jedes Vergnügen gewähre, habe sie auch das Recht, es zurückzunehmen. Clémence bedauert, auf seine schönen Worte nicht angemessen antworten zu können, da sie keine Dichterin sei. Jaufré vergleicht sich bescheiden mit einem See, in dem ihre Schönheit gespiegelt sei. Allmählich kommen sie sich näher und gestehen einander ihre gegenseitige Liebe. Jaufré verzweifelt angesichts seines bevorstehenden Todes. Der Pilger versucht ihn damit zu trösten, dass nur seine Erkrankung dazu geführt habe, dass er der geliebten Frau nun so nahe sein kann. Plötzlich erschlafft Jaufrés Körper. Er rührt sich nicht mehr. Die Gesänge der Begleiter verstummen allmählich. Clémence erhebt sich zu einem Gebet.
Drittes Bild: „J’espère encore“ – Ich hoffe noch
Clémence will die Hoffnung noch nicht aufgeben. Sie spricht ein Gebet zum Herrn, der doch nicht so grausam sei wie die alten Götter. Jaufré habe sein Leben der Liebe zu einer geheimnisvollen Fremden gewidmet und sei als Gegenleistung mit einem Lächeln zufrieden gewesen. Doch der Pilger stellt fest, dass Jaufré nicht mehr atmet. Clémence umarmt ihren toten Geliebten wie ein Kind. Sie hadert mit Gott, erhebt sich und richtet drohend eine Faust gegen den Himmel. Die Begleiter warnen sie davor, sich von ihrem Leid überwältigen zu lassen und verweisen auf den Zorn Gottes, der sich gegen sie alle richten könnte. Schließlich kehrt Stille ein. Nach einem leisen „misterioso“-Orchesterspiel klagt Clémence darüber, dass Jaufré gekommen sei, um sie zu sehen, aber stattdessen den Tod gefunden habe. Sie macht sich selbst Vorwürfe, dass ihre Schönheit ihn in den Tod gelockt habe. Auch der Pilger fragt sich, warum Gott ausgerechnet ihn zu der Aufgabe ausersehen hatte, Jaufré hierher zu führen. Beide trauern. „Der Pilger entfernt sich wie ein gefallener Engel oder erstarrt wie eine Salzsäule.“
Viertes Bild: „Vers toi qui es si loin“ – Vor dir, der du so fern bist
Clémence kniet vor ihrem verstorbenen Geliebten wie vor einem Altar nieder, als wäre sie bereits im Kloster. Es ist nicht ersichtlich, ob ihr Gebet an Jaufré oder an Gott gerichtet ist. Auch ihre Worte sind mehrdeutig: „Wenn du die Liebe genannt wirst, werde ich nur dich anbeten, o Herr. […] O Herr, du bist es, meine Liebe aus der Ferne.“

## Gestaltung

### Instrumentation
Die Orchesterbesetzung der Oper enthält die folgenden Instrumente:
- Holzbläser: vier Flöten (2. auf Altflöte, 3. auch Piccolo, 4. auch Piccolo und Altflöte), drei Oboen (3. auch Englischhorn), drei Klarinetten (3. auch Bassklarinette), drei Fagotte (3. auch Kontrafagott)
- Blechbläser: vier Hörner, zwei Trompeten, drei Posaunen, Tuba
- Schlagzeug (fünf Spieler):
  - I: Crotales mit Bogen, Triangel, Glockenspiel,
  - II: Vibraphon mit Bogen, Triangel, zwei Templeblocks, zwei Tomtoms, Tamtam wie III, Tamburin, Xylophon, Odaiko, Shell chimes
  - III: vier hängende Becken (klein, mittel, mittelgroß, groß), Tamtam (groß), Triangel, Marimba, große Basstrommel, Tamburin, Glass chimes, Rahmentrommel
  - IV: Basstrommel, hängende Becken und Tamtam (wie III), Glockenspiel, Marimba, Xylophon, Triangel, Small finger cymbal, Tomtoms, Rahmentrommel, Güiro
  - V: Pauken
- zwei Harfen
- Klavier (auch Keyboard zum Steuern der elektronischen Klänge)
- Streicher: (empfohlen: vierzehn) Violinen 1, (zwölf) Violine 2, (zehn) Bratschen, (acht) Violoncelli, (sechs) Kontrabässe

Der Chor singt teilweise oder wahlweise vollständig außerhalb der Bühne.

### Libretto
Von dem Werk des Troubadours Jaufré Rudel sind lediglich sieben Lieder in okzitanischer Sprache erhalten, darunter die Chanson Lanquan li jorn son lonc en mai („Wenn die Tage lang sind im Mai“), die in der Oper zitiert wird. Über sein Leben weiß man nur wenig. Seine aus dem 13. Jahrhundert überlieferte Lebensgeschichte („Vida“), die die Basis für das Libretto bildet, ist frei erfunden. Wie Jaufré in der Oper ist auch der Librettist Amin Maalouf zwischen Morgen- und Abendland beheimatet. Sein Operntext, den Robert Maschka im Handbuch der Oper als „librettistisches Meisterwerk“ bezeichnet, ist symmetrisch mit klassizistisch ausgewogenen Proportionen angelegt. Der Vorname der hier Clémence genannten Gräfin ist in der Vorlage nicht angegeben. Auch ihre Herkunft aus Toulouse und die damit verbundene Sehnsucht nach der Heimat, die ihr Verhalten in der Oper erst glaubhaft macht, sind Erfindungen. Das Gleiche gilt für den Begleitchor, der dem antiken griechischen Theaterchor nachgebildet ist, sowie die Figur des Pilgers als personifiziertes Gerücht und Vermittler der Liebe von Jaufré und Clémence zwischen Okzident und Orient.
Die Sprache des Textes ist schlicht, aber nicht ohne Poesie. Das Verhalten der drei Figuren bleibt jederzeit nachvollziehbar. Außerdem gibt es ironische Elemente: Jaufré ist nicht frei von Eitelkeit, Clémence manchmal launenhaft, und der Pilger scheint gelegentlich vor Jaufrés Verhalten zu resignieren. Diese Schicht hat jedoch keine Entsprechung in der Musik Saariahos gefunden. Maschka weist darauf hin, dass sich dadurch ein „reizvolles Spannungsverhältnis“ zwischen Musik und Text ergebe, das für die Regie interessante Aspekte biete.

### Musik
Die Protagonisten der Oper sind weniger durch ihre Handlungen als durch Selbstreflexion charakterisiert. Der Schwerpunkt liegt auf ihren inneren Konflikten. Saariaho selbst nannte als Vorbilder Wagners Tristan und Isolde und Debussys Pelléas et Mélisande. Wie in diesen Werken bietet sich dem Zuschauer ein „von der realen Welt losgelöste[r] Imaginationsraum“ mit „bruchloser Kontinuität“ (Maschka). Der musikalische Zusammenhalt ergibt sich durch das Kompositionsverfahren der Spektralmusik. Ein zentraler, von Saariaho als „Aggregat“ bezeichneter Akkord, bildet die Basis der gesamten Oper. Alle musikalischen Bestandteile sind „durch Auffächerung und Zerlegung gewonnene Derivate“ dieses Akkords. Über den jeweiligen Grundtönen entwickeln sich soghafte „Klangströme“, aus denen temporäre Einzelstimmen auftauchen. Der Klangfarbe ist eine besondere Bedeutung zugewiesen. Robert Maschka beschrieb sie als „neoimpressionistische Klanglichkeit, deren Maxime nicht der Spaltklang ist, sondern das fein abgemischte Farbenspiel“. Das beinhaltet auch die vielfältigen Schlagzeug- und Elektronikeffekte sowie den Chorsatz. Der Chor beschränkt sich nicht auf seine szenische Bedeutung in Form der Begleiter Jaufrés oder der tripolitanischen Frauen in der Gesellschaft Clémences. Er ergänzt durch geräuschhafte Zischlaute oder sphärische Klänge auch die Farbpalette des Orchesters und kommentiert wie dieses das Geschehen. Außerdem fungiert er als Bindeglied zwischen dem Orchester und den Protagonisten.:41 Der Chorklang ist teilweise mikrointervallisch aufgefächert. Die elektronischen Klänge, die teilweise vom Band eingespielt werden, verschmelzen so stark mit dem Orchester, dass sie kaum wahrnehmbar sind.:44
Die Partitur enthält auch tonmalerische Elemente. Als Jaufré im dritten Akt endlich den Namen der verehrten Dame erfährt, ist die Musik von einer „himmelwärts strebenden Motivik“ geprägt. Der Anfang des vierten Akts stellt durch eine „Schaukelbewegung“ von Chor und Orchester die Wellenbewegung des Meeres dar. Diese mit „Mer indigo“ („indigofarbenes Meer“) überschriebene Introduktion ist wie eine Passacaglia aufgebaut. In der darauffolgenden Sturmmusik spiegelt sich die innere Anspannung Jaufrés. In der Sterbeszene des fünften Akts bilden die im Flageolett spielenden hohen Streicher den Pulsschlag Jaufrés ab. Die Instrumente verstummen nach und nach, und den Abschluss macht die Altflöte mit einem letzten „Seufzer“ in Form eines gleitend fallenden Halbtons.
Archaische Quart- und Quint-Bordunklänge, modale Skalen in den Melodien und zarte Verzierungen der Vokallinie evozieren an den entsprechenden Stellen die Atmosphäre des Mittelalters. Die Musik der Gefährten Jaufrés erinnert an Spielmannsmusik, und die Harfe in der Begleitung seines Liedes symbolisiert die Musik der Troubadoure. Der musikalische Höhepunkt ist das vom Pilger vorgetragene Lied „Jamais d’amour je ne jouirai“ im zweiten Akt, das Maschka für ein „grandiose[s] musikalische[s] Glanzlicht nicht nur dieser Oper, sondern zeitgenössischer Gesangskomposition überhaupt“ hält. Die Gesangslinie schwebe darin „in ariosem Belcanto-Melos quasi improvisatorisch über den Borduntönen der Choristinnen“.
Die drei Charaktere, der Chor und das Orchester sind musikalisch unterschiedlich gestaltet. Clémences Musik basiert auf den erwähnten modalen Skalen, die allerdings nicht direkt der mittelalterlichen Musik entnommen sind, sondern von Saariaho neu erfunden wurden. Ihre Partie ist zu großen Teilen rezitativisch, aber virtuoser als die der anderen Rollen. Sie enthält als einzige große und dissonante Sprünge. In der Musik Jaufrés spielt die reine Quinte eine besondere Rolle. Bei seiner Begegnung mit Clémence verschmelzen ihre jeweiligen musikalischen Strukturen bis hin zu einer einzigen Note. Der Pilger hat vorwiegend getragene deklamatorische Rezitative, deren Stil sowohl an seine Reisen als auch an die Musik der Troubadoure gemahnt.:41,43f
Die Oper enthält vier der ursprünglich acht Strophen von Jaufrés Gedicht. Jedoch wird keine von ihnen von Jaufré selbst vorgetragen. Der Pilger singt drei Strophen auf Französisch, und Clémence eine weitere in der okzitanischen Sprache des Originals.:44
Der Musikkritiker Ulrich Schreiber wies darauf hin, dass Saariahos Ansatz, die Liebe als „geistige[n] Sublimationsprozess in der Beziehung des Menschen zu anderen, zu Gott und der Welt“ zu verstehen, leicht unter Kitschverdacht gerate, zumal die Komponistin auf dramatische Kontraste  verzichte. Doch führe dieser Mangel „keineswegs zu Monotonie, sondern zu einer Introspektion der Klangmaterie“. Die Musik sei immer geheimnisvoll, nie plakativ. „Dissonante Zuspitzungen, grelle Obertonmixturen und schrille elektronische Klänge sind selten, verdeutlichen aber in ihrem sporadischen Auftauchen die schmerzhafte Komponente dieses unausweichlichen Wegs der Liebe in den Tod.“ Schreiber hielt die Oper für ein „überraschendes und zukunftweisendes Plädoyer für die mögliche Einheit von Sinngebung und Sinnlichkeit auf dem Musiktheater.“

## Werkgeschichte
L’amour de loin ist die erste Oper der finnischen Komponistin Kaija Saariaho. Die Anregung dazu erhielt sie nach einer Aufführung von Olivier Messiaens Oper Saint François d’Assise im Jahr 1992 bei den Salzburger Festspielen, bei der die amerikanische Sopranistin Dawn Upshaw die Partie des Engels sang. Upshaw übernahm auch bei der Uraufführung der Oper die Rolle der Clémence und wirkte schon 1996 bei den Uraufführungen zweier anderer Kompositionen Saariahos mit, des symphonischen Liederzyklus Château de l’âme sowie Lonh für Sopran und Elektronik. Letztere gilt als „Keimzelle“ der Oper und geht wie diese auf Lyrik des Troubadours Jaufré Rudel zurück.
Der Stoff der Oper basiert auf biografischen Notizen in einer Anthologie über die provenzalischen Troubadours, die 1971 von Jacques Roubaud herausgegeben worden war. Das Libretto stammt von dem im Libanon geborenen französischen Schriftsteller Amin Maalouf. Den Kompositionsauftrag erhielt Saariaho von den Salzburger Festspielen und dem Théâtre du Châtelet Paris. Sie widmete die Oper dem Opernintendanten Gerard Mortier.
Die französischsprachige Uraufführung fand am 15. August 2000 in der Salzburger Felsenreitschule statt. Die Inszenierung stammte von Peter Sellars und das Bühnenbild von Georges Tsypin. Kent Nagano leitete das SWR Sinfonieorchester Baden-Baden und Freiburg und den Arnold Schoenberg Chor. Neben Dawn Upshaw als Clémence sangen Dwayne Croft in der Rolle des Jaufré Rudel und Dagmar Pecková als Pilger. Die Aufführung war ein großer Publikumserfolg. Die Kritiker dagegen waren unterschiedlicher Ansicht. Einige nahmen das Werk mit Begeisterung auf, während andere mit heftiger Ablehnung reagierten.
Nachdem Saariaho Teile der Partie der Clémence tiefer gelegt hatte, wurde die Produktion auch am Pariser Châtelet-Theater gespielt. Die musikalische Leitung hatte erneut Kent Nagano. Dawn Upshaw sang wieder die Clémence, Gerard Finley den Jaufré Rudel und Lilli Paasikivi den Pilger.
Im Dezember 2001 gab es eine Neuproduktion am Stadttheater Bern in einer Inszenierung von Olivier Tambosi. Es dirigierte Hans Drewanz, und die Solisten waren Wolfgang Koch (Jaufré Rudel), Rachel Harnisch (Clémence) und Maria Riccarda Wesseling (Pilger). Weitere Aufführungen folgten 2002 an der Santa Fe Opera, 2003 in Darmstadt, 2004 in Helsinki und 2005 im Concertgebouw in Amsterdam.
Am 3. Juli 2009 wurde das Werk von der English National Opera unter der Leitung von Edward Gardner erstmals in englischer Sprache gespielt. Für die Inszenierung war Daniele Finzi Pasca verantwortlich. Es sangen Roderick Williams (Jaufré Rudel), Joan Rodgers (Clémence) und Diana Montague (Pilger).
Die zehnte Produktion des Werks wurde im Juli 2015 beim Festival d’Opéra de Québec vorgestellt und 2016 an der Metropolitan Opera New York gespielt. Regie führte Robert Lepage, Bühnenbild und Kostüme stammten von Michael Curry und das Lichtdesign von Kevin Adams und Lionel Arnould. Unter der musikalischen Leitung von Susanna Mälkki sangen Eric Owens (Jaufré Rudel), Susanna Phillips (Clémence) und Tamara Mumford (Pilger). Die Produktion erhielt  den International Opera Award 2017 der Kategorie „Neuinszenierung“.
Die lateinamerikanische Premiere fand 2019 im Palacio de Bellas Artes in Mexiko-Stadt statt. Es wirkten der finnische Bariton Jaakko Kortekangas (Jaufré Rudel), die polnische Sopranistin Agnieszka Slawinska (Clémence) und die mexikanische Mezzosopranistin Carla López-Speziale (Pilger) mit. Die musikalische Leitung hatte José Areán. Die Inszenierung stammte von Víctor Zapatero, Rafael Mendoza und Jorge Ballina.
Die Oper Köln stellte das Werk im Oktober 2021 im Staatenhaus Köln-Deutz in einer Inszenierung von Johannes Erath vor.
Kaija Saariaho erhielt 2003 für L’amour de loin den mit 200.000 Dollar dotierten „Grawemeyer Award for Music Composition“.

## Aufnahmen
- 18. September 2004 – Esa-Pekka Salonen (Dirigent), Orchester und Chor der Finnischen Nationaloper.
 Peter Sellars (Regie), George Tsypin (Bühne), Martin Pakledinaz (Kostüme), James F. Ingallas (Lichtdesign).
 Gerald Finley (Jaufré Rudel), Dawn Upshaw (Clémence), Monica Groop (Pilger).
 Live aus Helsinki; Übernahme der Salzburger Uraufführungs-Produktion.
 DG 073 4026GH (1 DVD).[10][11]
- 2006/2008 – Kent Nagano (Dirigent), Deutsches Symphonie-Orchester Berlin, Rundfunkchor Berlin.
 Daniel Belcher (Jaufré Rudel), Ekaterina Lekhina (Clémence), Marie-Ange Todorovitch (Pilger).
 Studio-Aufnahme.
 Auszeichnung als „Beste Opernaufnahme“ bei den Grammy Awards 2011.
 Harmonia Mundi HMC 801937.38 (2 SACD).[12][13]
- 10. Dezember 2016 – Susanna Mälkki (Dirigent), Chor und Orchester der Metropolitan Opera.
 Eric Owens (Jaufré Rudel), Susanna Phillips (Clémence), Tamara Mumford (Pilger).
 Live aus der Metropolitan Opera New York.
 Weltweite Übertragung im Radio, Video-Stream im Internet.[3]